# Megadrepana cinerea
Megadrepana cinerea là một loài bướm đêm trong họ Geometridae.